# Marco Melani
Marco Melani (San Giovanni Valdarno, 12 aprile 1948 – Roma, 13 aprile 1996) è stato un critico cinematografico italiano.
(poesia di Roberto Benigni da Il viandante ebbro)

## Biografia
Marco Melani è stato regista e sceneggiatore. Tra i film ricordiamo Le cinque stagioni e Le affinità elettive di Gianni Amico, Il parolaio con Roberto Benigni, I cornigliesi con Enrico Rava.
Ha inoltre organizzato importanti rassegne/festival come Ladri di Cinema che ha visto la partecipazione agli incontri,  registi quali Billy Wilder, Elia Kazan, Bernardo Bertolucci; al Salso Film & TV Festival scopre e fa conoscere Marco Tullio Giordana, Fiorella Infascelli, Amos Gitai, Kenneth Anger, Otar Ioseliani.
Ha fatto parte della Colonna Toscana delle Brigate Rossellini con Alberto Tempi.
Come critico cinematografico ha collaborato con L'Espresso, Movie, il manifesto, Sonora. È stato ideatore e curatore di trasmissioni televisive quali Blob e Fuori orario. Cose (mai) viste.
Nel novembre 1988 viene arrestato insieme alla compagna per detenzione e spaccio di stupefacenti.

## Premio Marco Melani
Dal 2006, l'autore, artista e critico cinematografico Enrico Ghezzi cura, per il comune di San Giovanni Valdarno, il premio Marco Melani, promuovendo non solo il ricordo della persona di grande spessore intellettuale che ha svolto la sua opera nell'ambito del cinema e della televisione italiana, ma soprattutto quegli autori che con la loro creatività hanno dato voce e spazio alla sperimentazione ed alla marginalità.

### Vincitori del Premio Marco Melani
- Edizione 2006 – Alberto Grifi
- Edizione 2007 – Tonino De Bernardi
- Edizione 2008 – Franco Maresco
- Edizione 2009 – Pasquale Scimeca
- Edizione 2010 – Mario Martone
- Edizione 2011 – Otar Ioseliani
- Edizione 2012 – Francesco Calogero[3]
- Edizione 2013 – Amos Gitai e Giuseppe M. Gaudino
- Edizione 2015 – Bernardo Bertolucci e Paulo Branco
- Edizione 2017 – Pippo Delbono
- Edizione 2020 – Straub e Huillet
- Edizione 2021 – Chantal Akerman
- Edizione 2022 – Lars von Trier
- Edizione 2023 – Béla Tarr
- Edizione 2024 – Aki Kaurismäki